# Кочи
Кочи (јап. 高知市) град је у Јапану у префектури Кочи на острву Шикоку у Јапану. Према попису становништва из 2005. у граду је живело 333.407 становника. Кочи је главни град префектуре и чини 40% њеног становништва. Према попису из 31. маја 2008. град има 341,860 становника и густину насељености од 1,110 сттановника по km². Површина града је 309,22 km².

## Становништво
Према подацима са пописа, у граду је 2005. године живело 333.407 становника.
| 1995.   | 2000.   | 2005.   |
| ------- | ------- | ------- |
| 325.058 | 333.621 | 333.407 |